# Śpiąca królewna (film 1959)
Śpiąca Królewna (ang. Sleeping Beauty) – amerykański animowany film historical fantasy z 1959 roku produkcji Walta Disneya na podst. baśni ludowej pod tym samym tytułem w interpretacji Charles’a Perraulta. Szesnasty film z oficjalnego kanonu animacji Disneya.
Film posiada dwie wersje polskiego dubbingu. Film w pierwszej wersji dubbingu wyświetlany w kinach w czerwcu 1962 roku z dystrybucją Centrala Wynajmu Filmów. Film w drugiej wersji dubbingu ponownie trafił do kin 18 sierpnia 1995 roku z dystrybucją Syrena Entertainment Group. Film w Polsce w drugiej wersji dubbingu wydany na kasetach wideo z firmą Imperial Entertainment. Film w drugiej wersji dubbingu wydany na DVD i Blu-Ray z dystrybutorem: Imperial CinePix, CD Projekt i Galapagos Films. Film w drugiej wersji dubbingu wyemitowany w telewizji na kanałach: Disney Channel, Puls 2.
Powstały dwa filmy aktorskie, będące rebootami Śpiącej Królewny: Czarownica (2014) i Czarownica 2 (2019).

## Fabuła
Władcy XIV-wiecznego europejskiego królestwa – Stefan i jego małżonka Lea po narodzinach ich córki Aurory, urządzają uroczystość chrzcin, na której pojawiają się wszyscy mieszkańcy królestwa. W zamku zjawiają się również król sąsiedniego kraju – Hubert wraz z synem, kilkuletnim Filipem, który ma zostać narzeczonym królewny, a także trzy Dobre Wróżki: Flora, Hortensja i Niezabudka, które obdarowują Aurorę różnymi zaletami – Flora urodą, a Hortensja pięknym głosem. Przed tym, jak Niezabudka składa swój dar, na przyjęciu niespodziewanie pojawia się zła wróżka Diabolina, która za brak zaproszenia na uroczystość przeklina Aurorę, a jej zły urok ma sprawić, że w dniu 16. urodzin królewna umrze po zranieniu się w palec wrzecionem z kołowrotka. Kiedy Diabolina znika, Niezabudka łagodzi klątwę i królewna ma zapaść w głęboki sen, a ze snu ma ją zbudzić pocałunek pierwszej miłości.
W obawie o los córki Stefan rozkazuje spalić wszystkie kołowrotki. Wróżki zaś wymyślają plan ocalenia Aurory – po przebraniu się za wieśniaczki, zabierają królewnę z zamku i razem z nią ukrywają się w lesie, w opuszczonej chacie drwala, gdzie przez kolejne 16 lat mają żyć bez używania magii. Królewnie nadają imię Różyczka i udając jej ciotki zatajają przed nią jej królewskie pochodzenie. Przez ten czas Diabolina ze swymi pachołkami szuka dziewczynki, chcąc by jej klątwa się ziściła. Gdy słudzy zawiedli, źle rozumiejąc jej polecenia, Diabolina w desperacji wysyła swego kruka Diablo do znalezienia dziewczyny pasującej do opisu królewny.   
W dniu 16. urodzin Różyczki wróżki organizują przyjęcie-niespodziankę, ale najpierw muszą nakłonić ją do wyjścia po jagody. Podczas spaceru w lesie Różyczka poznaje młodzieńca, którym jest dorosły już książę Filip. Młodzi zakochują się w sobie i choć nie znają swych imion, umawiają na spotkanie wieczorem w chatce. Tymczasem wróżki nie radzą sobie z przygotowaniem niespodzianki i decydują się użyć magii. Wtedy dochodzi do kłótni pomiędzy Florą a Niezabudką, zakończonej pełną iskier bitwą na czary, którą dostrzega Diablo. Kiedy Różyczka wraca z lasu, informuje ciotki o swoich planach względem poznanego młodzieńca. Wróżki wówczas wyjawią jej prawdę o jej królewskim pochodzeniu i prawdziwym imieniu, a całą rozmowę podsłuchuje kruk, który przekazuje nowinę swej mocodawczyni.
Tego samego dnia Stefan i Hubert świętują powrót Aurory. Filip chce powiedzieć ojcu o wiejskiej dziewczynie, którą chce się związać mimo zaaranżowanego małżeństwa, ale bez skutku. Kiedy Aurora, wciąż myśląca o nieznanym młodzieńcu, pod eskortą wróżek niespostrzeżenie dociera do zamku, Diabolina hipnotyzuje ją i zaprowadza na wieżę, po czym zmusza do dotknięcia wrzeciona. Chcąc zniwelować przepowiednię czarownicy, wróżki rzucają czar, w którego efekcie zasypiają wszyscy mieszkańcy zamku i mają się obudzić dopiero wówczas, gdy Aurorę zbudzi jej miłość. Tymczasem Filip odwiedza chatkę wróżek, gdzie łapią go słudzy Diaboliny, która wyjawia mu prawdziwą tożsamość jego wybranki i zamierza go więzić tak długo, aż się zestarzeje.
Gdy wróżki dowiadują się, że tajemniczym wybrankiem Różyczki jest książę Filip, wracają do chatki drwala. Wówczas dowiadują się, że książę został porwany i uwięziony przez Diabolinę w jej zamku w Zakazanych Górach. Uwolniwszy księcia, uzbrajają go w zaczarowaną broń: Tarczę Cnoty i Miecz Prawdy, dzięki czemu ucieka z Zakazanych Gór. By nie dopuścić Filipa do pogrążonej we śnie ukochanej, Diabolina otacza zamek Stefana murem z ciernistych krzewów. Gdy Filip przedziera się przez tę przeszkodę, Diabolina po przeistoczeniu się w smoka toczy z nim walkę. Po zabiciu Diaboliny książę dociera do wieży, w której spoczywa królewna i całuje ją, dzięki czemu zdejmuje zły czar. Młoda para schodzi do sali balowej, gdzie Aurora ponownie spotyka się z rodzicami i szczęśliwie tańczy walca z Filipem.

## Obsada
| Postać                     | Model           | Głos              |
| -------------------------- | --------------- | ----------------- |
| królewna Aurora / Różyczka | Helene Stanley  | Mary Costa        |
| królewicz Filip            | Ed Kemmer       | Bill Shirley      |
| Diabolina                  | Eleanor Audley  | Eleanor Audley    |
| Flora                      | Frances Bavier  | Verna Felton      |
| Hortensja                  | Madge Blake     | Barbara Jo Allen  |
| Niezabudka                 | Spring Byington | Barbara Luddy     |
| król Stefan                | Hans Conried    | Taylor Holmes     |
| król Hubert                | Don Barclay     | Bill Thompson     |
| królowa Lea                | Jane Fowler     | Verna Felton      |
| pachołkowie Czarownicy     | –               | Bill Amsbery      |
| pachołkowie Czarownicy     | –               | Candy Candido     |
| pachołkowie Czarownicy     | –               | Pinto Colvig      |
| kruk Diablo                | –               | Dallas McKennon   |
| sowa                       | –               | Dallas McKennon   |
| Narrator                   | –               | Marvin Miller     |
| śpiew                      | –               | Thurl Ravenscroft |

## Piosenki
- „Hail to the Princess Aurora” („Wiwat królewna Aurora”)
- „Gifts of the Beauty” („Przyjmij dar”)
- „I Wonder” („Dlaczego”)
- „Once Upon a Dream” („Znam ze snu”) – piosenka przewodnia filmu
- „Poor Aurora, Sleeping Beauty” („Śpij, słodko śpij”) – piosenka tytułowa

## Dystrybucja i wznowienia
W Polsce film ten został wydany ponownie w 1995 roku przez Imperial Entertainment.
W 2014 powstał film Czarownica (ang. Maleficent), który skupia się wokół postaci Diaboliny. W tytułową rolę wcieliła się amerykańska aktorka Angelina Jolie.

## Wersja polska

### Pierwsza wersja (1962)
Wersja polska: Studio Opracowań Filmów w Warszawie

Reżyseria: Henryka Biedrzycka

Teksty piosenek: Joanna Kulmowa

Wystąpili:
- Maria Broniewska − Aurora / Różyczka (dialogi)
- Bogna Sokorska – Aurora / Różyczka (śpiew)
- Józef Wojtan – królewicz Filip (śpiew)
- Zofia Mrozowska – Diabolina
- Maria Ciesielska – królowa

### Druga wersja (1995)
Wersja polska: Studio Opracowań Filmów w Warszawie

Reżyseria: Izabella Falewiczowa

Dialogi: 
- Krystyna Uniechowska-Dembińska,
- Izabella Falewiczowa

Teksty piosenek: Joanna Kulmowa

Dźwięk: Alina Hojnacka-Przeździak

Montaż: Gabriela Turant-Wiśniewska

Kierownictwo muzyczne: Mirosław Janowski

Kierownictwo produkcji: Mieczysława Kucharska

Wystąpili:
- Małgorzata Długosz − Aurora / Różyczka
- Jacek Borcuch − królewicz Filip
- Ewa Smolińska − Diabolina
- Zofia Gładyszewska − Flora
- Halina Chrobak − Hortensja
- Maria Homerska − Niezabudka
- Ryszard Nawrocki − król Stefan
- Stanisław Brudny − król Hubert
- Marcin Sosnowski − 
  - Narrator,
  - jeden z pachołków Czarownicy,
  - herold

## Dziedzictwo
Zamek Śpiącej Królewny występuje w kompleksach rozrywkowych Disneyland Resort oraz Disneyland Resort Paris. Wersja występowała także w kompleskie Hong Kong Disneyland Resort, jednak w 2020 roku w ramach 15-lecia parku została przebudowana na Castle of Magical Dreams nawiązujący do linii Disney Princess. Zamek ten służył jako logo Walt Disney Pictures w latach 1985-2006.